# Estació de Vilanova Est
Vilanova Est és una estació de ferrocarril en projecte que s'ubicarà al nord-est del municipi de Vilanova i la Geltrú, a la comarca del Garraf. A l'estació hi pararan trens de la futura línia Orbital Ferroviària (LOF), i se situarà entre els municipis de Vilanova i la Geltrú i Sant Pere de Ribes, a la urbanització de Les Roquetes.

## Serveis ferroviaris
| Rodalia de Barcelona   |                      |               |                 |                        |
| Procedència/Destinació | <                    | Línia         | >               | Procedència/Destinació |
| Projectat              |                      |               |                 |                        |
| Mataró                 | Garraf Park and Ride | Línia Orbital | Vilanova Centre | Vilanova i la Geltrú   |